# 高岡裕貴
高岡 裕貴（たかおか ひろき、1990年2月27日 - ）は、日本の俳優である。奈良県大和高田市出身。

## 来歴・人物
2009年9月に舞台初出演。その後2013年1月、NAKED BOYZに加入し舞台4作品とラジオドラマ1作品、DVD1作品に出演するなどした。2015年8月の卒業後は ミュージカル「ちっちゃな英雄」や舞台「バック・島・ザ・フューチャー」で主演を務めるなどしている。
ニックネームは ひろき、ひろくん。全国商業高校簿記検定簿記1級の資格を持っている。特技は空手（初段）、弓道（2段）、殺陣、ダンス。弓道ではインターハイ出場経験がある。

## 出演

### テレビドラマ
- アスコーマーチ!〜県立明日香工業高校行進曲〜 第3話（2011年5月15日、テレビ朝日）
- 理想の息子 第8話（2012年3月3日、日本テレビ） - 取巻き 役
- 大河ドラマ 八重の桜 第36 - 37・39 - 40話（2013年9月8・15・29日・10月6日、NHK） - 同志社生徒 役
- ドクターX〜外科医・大門未知子〜 第2期（2013年10 - 12月、テレビ朝日） - 助手 役
- おふこうさん 第5話（2014年2月4日、NHK BSプレミアム） - 高校生 役
- 福家警部補の挨拶 第6話（2014年2月18日、フジテレビ） - 宅配業者 役

### バラエティ
- カウントダウン E.T イケメンのPlay List #6（2013年8月24日、MUSIC ON! TV）

### 動画配信コンテンツ
- 2011年 BeeTV「まめ知識ッス」

### ラジオ
- 2015年 JFN「美男子劇場 ツキを呼ぶ男」（全5回）

### 舞台
- 2009年「脳の国のDr.シナプス」（新宿・サンモールスタジオ）
- 2010年「マスカラット」
- 2010年「相沢さん家の結婚式」
- 2012年 演劇ユニットザ☆夕方カレーVol.5「怒感」
- 2013年「佐川男子」（築地ブディストホール）[2]
- 2013年 演劇ユニットザ☆夕方カレーVol.6「千年目の浮気」
- 2014年「佐川男子～エピソード2～」（築地ブディストホール）[3]
- 2014年 Feather Stage vol.3「STAND BY」～朗読劇～（高田馬場ラビネスト）
- 2014年「クローゼットZERO」（神保町花月）
- 2014年「CHANGING～二つの行方～」（築地ブディストホール）
- 2015年「神様はじめました THE MUSICAL」（東京芸術劇場プレイハウス） - 虎徹 役[4]
- 2015年 ミュージカル「仮面ティーチャー SILVER MASK」 - 緑川 役
- 2016 - 2017年 ミュージカル「ちっちゃな英雄」（サンリオピューロランド・フェアリーランドシアター） - 主演・ジョージ 役
- 2017年 シザーブリッツ「バック・島・ザ・フューチャー」（上野ストアハウス） - 主演
- 2018年 ミュージカル・リズムステージ「夢色キャスト」（AiiA 2.5 Theater Tokyo） - 桜木陽向 役
- 2018年 ミュージカル「恋する♡ヴァンパイア」（天王洲 銀河劇場・他） - アーロン 役[5]
- 2019年 「私のホストちゃん THE PREMIUM」- 天聖 役[6]
- 2019年 「信長の野望・大志 夢幻 ～本能寺の変～」- 森蘭丸 役
- 2019年 「斬劇『戦国BASARA』天政奉還」 - 小早川秀秋 役
- 2019年 「魔術士オーフェン はぐれ旅 -牙の塔編-」 - ヴィンビ・ストットアウル 役
- 2019年 「家族のはなし」 - 戸田大助 役
- 2020年 「私のホストちゃん THE LAST LIVE」～最後まで愛をナメんなよ！～ - 天聖 役
- 2021年 「淡海乃海」- 十河重存 役
- 2021年 「明日は捲る」 - 茅原 役
- 2021年 「風が強く吹いている」 - 岩倉雪彦（ユキ）役
- 2024年 「蒼穹の王」[7]
- 2024年 「黄昏の王」 - ロイド 役[8][9]
- 2025年 「葬列の王」[10]
- 2025年 「Judgment」[11]
- 2025年 「虚の王:‖」[12]

### DVD
- 2014年 エクササイズDVD「ダンスwith佐川男子」